# 3365 Recogne
3365 Recogne este un asteroid din centura principală, descoperit pe 13 februarie 1985, de Henri Debehogne.